# Hoffmeyer's Legacy
Hoffmeyer's Legacy é um curta-metragem do gênero comédia produzido nos Estados Unidos, dirigido por Mack Sennett e lançado em 1912.